# レベッカ (小惑星)
レベッカ (572 Rebekka) は小惑星帯にある小惑星。パウル・ゲッツがハイデルベルクのケーニッヒシュトゥール天文台で発見した。
ハイデルベルクのとある若い女性に因んで名付けられたとされている。